# 海上衝突予防法
海上衝突予防法（かいじょうしょうとつよぼうほう、昭和52年6月1日法律第62号）は、1972年に公海及び全ての領海での全ての民間船・軍艦の平時における海上交通ルールの国際的統一を目指して制定された海上における衝突の予防のための国際規則に関する条約 (COLREGs) に添付されている海上における衝突の予防のための国際規則の規定に準拠して、船舶の遵守すべき航法、表示すべき灯火および形象物ならびに行うべき信号に関し必要な事項を定めることにより、海上における船舶の衝突を予防し、もって船舶交通の安全を図ることに関する日本の法律である。海洋衝突予防法（昭和28年法律第151号）を全部改正して制定された。
地理的条件や利用状況の特殊性に合わせて特別法として定められた海上交通安全法、港則法と合わせて海上交通3法の一つである。衝突防止を目的として全ての海域で基本となる国際的に統一された一般的なルールを定め、船舶の種類によって優先順位もあるが、基本的に「動きやすい船が動きにくい船を避ける」ように規定されている。密輸船の逮捕・追跡等といった法執行中の公船を除けば平時において公船や軍艦・自衛艦が優先されるということは国際法的にもない。

## 構成
- 第1章 - 総則（第1条-第3条）
- 第2章 - 航法
  - 第1節 - あらゆる視界の状態における船舶の航法（第4条-第10条）
  - 第2節 - 互いに他の船舶の視野の内にある船舶の航法（第11条-第18条）
  - 第3節 - 視界制限状態における船舶の航法（第19条）
- 第3章 - 灯火及び形象物（第20条-第31条）
- 第4章 - 音響信号及び発光信号（第32条-第37条）
- 第5章 - 補則（第38条-第42条）
- 附則

## 海上衝突予防法上の船舶
海上衝突予防法上の船舶の範囲については、同法3条1項の「水上輸送の用に供する船舟類」との規定から、ディンギーや水上オートバイなどを含み、ウィンドサーフィンは含まれないとする見解が通説であり、同法を管轄する海上保安庁もこの解釈を採用している。しかしながら、海上における衝突の予防のための国際規則においては、船舟類のうち水上輸送の用に供するものに限定する旨の積極的な規定はなく、海上における衝突を予防するとの目的の観点からは、ディンギーを含めウィンドサーフィンを除く積極的な目的がないことから、ウィンドサーフィンを含むとする見解も有力である。なお、海難審判所では船舶の範囲を焦点とする判例は存しないとしている（2009年11月現在）。

## 海上交通安全法との関係
船舶交通が輻輳する海域での安全を図るため、海上交通安全法が制定されており、同法別表の航路では、同法の規定が海上衝突予防法に優先して適用される（海上交通安全法第3条）。